# Jur Haak
A. C. Jurrian „Jur“ Haak (* 3. November 1891 in Samarang; † 30. Januar 1945 in Oranienburg) war ein niederländischer Fußballspieler.

## Karriere
Aus der Jugendmannschaft des HFC Haarlem hervorgegangen, rückte Haak im Alter von 18 Jahren in die erste Mannschaft auf. Von 1911 bis 1920 stürmte er für die Mannschaft in der Eerste Klasse, West, danach bis 1922 in der Tweede Klasse. Während seiner Vereinszugehörigkeit gewann er mit seiner Mannschaft zweimal den nationalen Vereinspokal.
Mit der Nationalmannschaft nahm er am olympischen Fußballturnier 1908 in London teil, wurde weder bei der 0:4-Halbfinalniederlage gegen die Auswahl Großbritanniens eingesetzt, noch beim 2:0-Sieg im Spiel um Bronze gegen die Nationalmannschaft Schwedens.
Für die Nationalmannschaft bestritt er zwei Länderspiele. Er debütierte am 17. November 1912 auf dem Sportplatz Leipzig, der Heimstätte des VfB Leipzig, beim 3:2-Sieg im Freundschaftsspiel gegen die Nationalmannschaft Deutschlands; dabei gelang ihm mit dem Treffer zur 2:1-Führung in der 56. Minute auch sein erstes Länderspieltor. Seinen letzten Einsatz als Nationalspieler hatte er am 9. März 1913 im Olympiastadion Antwerpen beim 3:3-Unentschieden gegen die Nationalmannschaft Belgiens; auch in diesem Freundschaftsspiel gelang ihm mit dem Anschlusstreffer zum 2:3 in der 44. Minute ein Tor.

## Erfolge
- Olympische Bronzemedaille 1908 (ohne Einsatz)
- Niederländischer Pokalsieger 1913, 1915

## Ableben
Haak fand am 30. Januar 1945 den Tod im KZ Sachsenhausen.